# アウトバーン 24
アウトバーン 24（ドイツ語: Bundesautobahn 24, BAB 24 または A 24）はドイツの高速道路、アウトバーンの一路線である。
北西のハンブルクから南東のベルリン付近まで237 kmの路線を持つ主要道路である。